# فيكرو تيفيرا
فيكرو تيفيرا ليميسا (بالإنجليزية: Fikru-Teferra Lemessa) (مواليد 24 يناير 1986 في إثيوبيا) لاعب كرة قدم إثيوبي دولي يجيد اللعب في خط الهجوم. يلعب حاليًا لنادي أتليتيكو كلكتا الهندي، كما سبق له اللعب في جنوب أفريقيا بنادي جامعة بريتوريا في موسم 2013/2014.

## روابط خارجية
- فيكرو تيفيرا على موقع قاعدة بيانات كرة القدم.إي يو (الإنجليزية)
- فيكرو تيفيرا على موقع ناشيونال فوتبول تيمز (الإنجليزية)
- فيكرو تيفيرا على موقع Soccerway.com (الإنجليزية)